# Ratpenat nasofoliat de Noack
El ratpenat nasofoliat de Noack (Hipposideros ruber) és una espècie de ratpenat de la família dels hiposidèrids. Viu a Angola, Benín, Burkina Faso, Burundi, el Camerun, República Centreafricana, el Txad, República del Congo, República Democràtica del Congo, Costa d'Ivori, Guinea Equatorial, Etiòpia, el Gabon, Gàmbia, Ghana, Guinea, Guinea Bissau, Kenya, Libèria, Malawi, Mali, Moçambic, el Níger, Nigèria, Ruanda, Senegal, Sierra Leone, el Sudan, Tanzània, Togo, Uganda i Zàmbia. El seu hàbitat natural són en els boscos relictes i fluvials a la sabana seca. No hi ha cap amenaça significativa per a la supervivència d'aquesta espècie, tot i que està afectada per la pèrdua d'hàbitat.